# Agenzia internazionale per l'energia atomica
     Stati membri
     Appartenenza approvata
     Stati ritirati
     Stati non membri

Gli stati membri dell'Agenzia.
Stati membri
Appartenenza approvata
Stati ritirati
Stati non membri

L'Agenzia internazionale per l'energia atomica (acronimo AIEA; in inglese International Atomic Energy Agency, acronimo IAEA) è un'agenzia intergovernativa autonoma fondata il 29 luglio 1957, con lo scopo di promuovere l'utilizzo pacifico dell'energia nucleare e di impedirne l'utilizzo per scopi militari, incluso l'utilizzo per lo sviluppo di armamenti nucleari. Venne fondata come organizzazione autonoma all'interno del Sistema delle Nazioni Unite; sebbene sia regolamentata dal suo medesimo trattato fondante, l'Organizzazione riferisce all'Assemblea Generale e il Consiglio di Sicurezza delle Nazioni Unite, ed ha sede presso l'Ufficio delle Nazioni Unite a Vienna (UNOV), in Austria.
La IAEA è stata fondata in risposta alla crescente preoccupazione internazionale nei confronti degli armamenti nucleari, in particolare modo nel mezzo delle tensioni nel corso della guerra fredda tra le due principali potenze nucleari, gli Stati Uniti e l'Unione Sovietica. Al discorso del Presidente degli Stati Uniti Dwight D. Eisenhower denominato "Atomi per la pace" (in inglese Atoms for peace), che esortava alla creazione di un'organizzazione internazionale per monitorare la proliferazione globale di risorse e tecnologie nucleari, è riconosciuto il merito di aver catalizzato gli sforzi per la formazione della IAEA, il cui trattato entrò poi in vigore il 29 luglio 1957 in seguito alla ratifica degli Stati Uniti.
La IAEA funge da forum intergovernativo per la cooperazione scientifica e tecnologica circa l'utilizzo a fini pacifici della tecnologia nucleare e dell'energia nucleare a livello globale. Essa gestisce diversi programmi che incoraggiano lo sviluppo di applicazioni pacifiche dell'energia, conoscenza scientifica e tecnologia nucleare; programmi che forniscono salvaguardie internazionali contro l'uso errato della tecnologia nucleare e dei materiali nucleari; programmi per promuovere e implementare misure di sicurezza nucleare (inclusa la radioprotezione) e standard di sicurezza nucleare. L'organizzazione conduce anche ricerche nella ricerca nucleare e fornisce supporto tecnico e formazione in materia di tecnologia nucleare ai vari paesi del mondo, in modo particolare nei cosiddetti paesi in via di sviluppo.
Per il suo impegno l'agenzia ha ricevuto il Premio Nobel per la pace nel 2005, insieme al suo direttore Muhammad al-Barādeʿī.

## Storia
Nel 1953, il presidente degli Stati Uniti Dwight D. Eisenhower propose la creazione di un organismo internazionale che regolasse e promuovesse l'uso pacifico dell'energia nucleare. All'Assemblea Generale delle Nazioni Unite, nel settembre 1954, gli Stati Uniti proposero la creazione di un'agenzia internazionale che prendesse il monopolio nel campo dell'energia nucleare, che avrebbe potuto essere utilizzata sia in ambito civile che militare, creando una sorta di "banca nucleare".
Gli Stati Uniti chiesero una conferenza scientifica internazionale su tutti gli aspetti pacifici del potere nucleare. Nel novembre 1954 era emerso che l'Unione Sovietica avrebbe rifiutato qualsiasi custodia internazionale di materiale per la fissione se gli Stati Uniti non avessero prima accettato il disarmo. Dall'8 al 20 agosto 1955 si tenne a Ginevra, sotto l'egida delle Nazioni Unite, la Conferenza internazionale sugli usi pacifici dell'energia atomica. Nell'ottobre del 1956, presso la sede dell'ONU, si è tenuta una conferenza per discutere lo statuto della nascente agenzia; al negoziato presero parte dodici paesi. Lo statuto dell'AIEA è stato approvato il 23 ottobre 1956 da 81 stati ed è entrato in vigore il 29 luglio 1957.
Il deputato americano W. Sterle Cole è stato il primo direttore generale dell'AIEA dal 1957 al 1961. Cole ha servito solo un mandato, dopodiché l'IAEA è stata diretta da due svedesi per quasi quattro decenni: lo scienziato Sigvard Eklund dal 1961 a 1981, seguito dall'ex ministro degli Esteri Hans Blix, che l'ha presieduta dal 1981 al 1997. Blix è stato sostituito come direttore generale da Muhammad al-Barādeʿī, che ha terminato il mandato a novembre 2009. Come suo successore è stato nominato come direttore generale Yukiya Amano, del Giappone, che è entrato in carica il 1º dicembre 2009, con vice direttore generale l'italiano Massimo Aparo. Dopo la sua morte, avvenuta il 18 luglio 2019, è stato nominato come direttore Rafael Grossi, di nazionalità argentina, che ha assunto l'incarico il 3 dicembre 2019.

## Struttura

### L'organizzazione
La sede dell'AIEA si trova a Vienna, in Austria, presso l'Internationale Zentrum Wien. L'AIEA ha degli uffici di collegamento a Toronto (Canada), Ginevra (Svizzera), New York (Stati Uniti) e Tokyo (Giappone). Il laboratorio centrale si trova a circa 30 km da Vienna, ricerche vengono fatte anche nei laboratori del Principato di Monaco e Trieste.
I Paesi membri sono 171 (aggiornato a febbraio 2019). I rappresentanti si incontrano una volta all'anno per la conferenza generale e per eleggere i 35 membri che fanno parte del consiglio dei governatori (Board of Governors), che si riunisce cinque volte l'anno per preparare le decisioni da presentare alla conferenza generale ("General Conference").
Al 2010 l'organizzazione disponeva di circa 2200 collaboratori (350 dei quali sono ispettori) provenienti da oltre 90 Paesi diversi. I sei dipartimenti principali, ognuno dei quali fa capo ad un vicedirettore sono dedicati ai seguenti ambiti:
- collaborazione tecnica;
- energia nucleare;
- sicurezza nucleare;
- amministrazione;
- scienze nucleari e ricerca applicata;
- sorveglianza di materiali ("Safeguards").

Programmi e fondi vengono stabiliti dal Board e dalla conferenza generale. L'organizzazione dispone di un budget regolare nonché di contributi volontari. Il budget per l'anno 2010 ammonta a circa 300 milioni di euro. I contributi volontari ammontano a circa 90 milioni di dollari.
Vengono forniti regolari resoconti dell'attività dell'agenzia al Consiglio di sicurezza delle Nazioni Unite e all'assemblea generale dell'ONU.
L'AIEA è l'autorità competente per tutti i problemi di salute che riguardano le radiazioni, sia quelle militari che quelle civili, all'uopo ha siglato un accordo con l'Organizzazione mondiale della sanità che vincola le due agenzie a lavorare in stretto rapporto e a fornire solo dati univoci.

### L'INIS
Il Sistema internazionale di informazione nucleare (INIS) è un'organizzazione fondata a Vienna nel 1970 e affiliata all'AIEA.
La collaborazione di 127 Stati membri e 24 organizzazioni internazionali ha permesso all'INIS di creare una delle collezioni più ampie al mondo di materiali relativi all'uso pacifico della scienza e della tecnologia atomica.

Secondo gli obbiettivi dichiarati dall'istituto, essi sono gratuitamente "consultabili dagli utenti di tutto il mondo".

## Adesione
Il processo di adesione alla IAEA è relativamente semplice. Normalmente, uno Stato interessato invia una notifica al Direttore generale esplicitando il proprio desiderio di aderire, successivamente il Direttore generale sottopone la richiesta al vaglio del Board. Se il Board raccomanda l'approvazione, e la Conferenza generale approva la richiesta di adesione, a quel punto lo Stato è tenuto a presentare il documento di accettazione dello Statuto IAEA presso gli Stati Uniti, che funge da Stato depositario per tale statuto. Gli Stati Uniti a questo punto informano la IAEA, la quale notifica a sua volta gli altri Stati membri dell'Agenzia. La firma e/o la ratifica del Trattato di non proliferazione nucleare non rappresentano delle precondizioni per l'adesione alla IAEA.

## Lista dei direttori generali
|   | Nome              | Nazionalità | Data                                |
| - | ----------------- | ----------- | ----------------------------------- |
| 1 | W. Sterling Cole  | Stati Uniti | 1º dicembre 1957 – 30 novembre 1961 |
| 2 | Sigvard Eklund    | Svezia      | 1º dicembre 1961 – 30 novembre 1981 |
| 3 | Hans Blix         | Svezia      | 1º dicembre 1981 – 30 novembre 1997 |
| 4 | Mohamed ElBaradei | Egitto      | 1º dicembre 1997 – 30 novembre 2009 |
| 5 | Yukiya Amano      | Giappone    | 1º dicembre 2009 – 18 luglio 2019   |
| 6 | Rafael Grossi     | Argentina   | 3 dicembre 2019 – attuale           |